# Tara Duncan (serial animowany 2010)
Tara Duncan (ang. Tara Duncan: The Evil Empress, 2010) – francuski serial animowany, który swoją premierę w Polsce miał 9 lutego 2011 roku na kanale ZigZap. Serial powstał na podstawie serii powieści Tara Duncan autorstwa Sophie Audouin-Mamikonian.
Seria została stworzona przez studio MoonScoop, odpowiedzialne między innymi za Code Lyoko.

## Fabuła
Tara to przywódczyni grupy Alpha, której zadaniem jest odpieranie ataków potworów.

## Wersja polska
Wersja polska: Master Film na zlecenie ZigZapa

Reżyseria:
- Artur Tyszkiewicz (odc. 1-17, 19-21, 23),
- Agata Gawrońska-Bauman (odc. 18, 22, 24-26)

Dialogi: Karolina Anna Kowalska

Dźwięk: Urszula Ziarkiewicz-Kuczyńska

Montaż:
- Jan Graboś (odc. 1-17, 19-21, 23),
- Gabriela Turant-Wiśniewska (odc. 18, 22, 24-26)

Kierownictwo produkcji: Agnieszka Kołodziejczyk

Tekst piosenki: Andrzej Brzeski (odc. 1)

Kierownictwo muzyczne: Piotr Gogol (odc. 1)

Wystąpili:
- Joanna Kudelska – Tara Duncan
- Monika Kwiatkowska-Dejczer – Wróbelka / Gloria
- Leszek Zduń – Cal

oraz
- Andrzej Blumenfeld – Mistrz Szem
- Paweł Szczesny –
  - Henry (odc. 1, 5-6, 8, 20, 22),
  - Producent teledysku (odc. 10),
  - Baron Borys Borogov (odc. 14),
  - jeden z elfów (odc. 18)
- Kamila Boruta – Sandra (odc. 1-2, 4, 7, 9-10, 12-14, 18-19, 21, 26)
- Katarzyna Łaska – Madnej (odc. 1, 10)
- Anna Sroka –
  - Serena (odc. 2, 5, 7, 17, 26),
  - Mistrz Szu (odc. 10)
- Agnieszka Marek – Livia (odc. 2, 4, 6-7, 9-10, 12-14, 19, 21, 26)
- Hanna Kinder-Kiss – Izabella (odc. 2-10, 12-20, 23-26)
- Andrzej Szopa – Manitou (odc. 2-3)
- Jacek Wolszczak –
  - Jeremi Christoph (odc. 2, 19-20, 26),
  - nauczyciel (odc. 11),
  - Wilkołak #3 (odc. 19)
- Monika Wierzbicka –
  - kelnerka (odc. 2),
  - harpia Kala (odc. 4),
  - harpia Anteos (odc. 16),
  - harpia #1 (odc. 21),
  - smoczyca Sibel (odc. 23)
- Izabela Dąbrowska –
  - Nelos (odc. 3),
  - Mamuśka Fratelli (odc. 19),
  - harpia #2 (odc. 21)
- Damian Łukawski – Edward (odc. 3, 8, 11, 19-21, 23)
- Monika Węgiel – dziewczyna Cala (odc. 3)
- Jan Kulczycki –
  - Manitou (odc. 4-7, 9, 11-14, 16, 18-20, 24-26),
  - Guzu (odc. 8),
  - Pracownik banku (odc. 10)
- Grzegorz Kwiecień –
  - Fabrice (odc. 6, 15, 17, 20, 24-25),
  - jeden z elfów (odc. 18),
  - komentator (odc. 26)
- Mikołaj Klimek –
  - Lykaos (odc. 6),
  - sprzedawca ryb (odc. 11)
- Przemysław Stippa – Leonardo (odc. 7)
- Włodzimierz Press – Lord Minster (odc. 8)
- Janusz Wituch –
  - Krislak (odc. 9),
  - Inspektor policji (odc. 13),
  - Papuga (odc. 16),
  - Gerberos (odc. 20)
- Paweł Ciołkosz – Robin (odc. 12, 17, 24-26)
- Wojciech Paszkowski – Evendor (odc. 12)
- Zbigniew Konopka –
  - Hypnos (odc. 13),
  - Pan Claire (odc. 15)
- Marek Bocianiak –
  - Amant Sandry (odc. 13),
  - Znajomy Cala (odc. 15)
- Jarosław Domin –
  - Profesor Klarens Spad (odc. 14, 18, 21),
  - pracownik hotelu (odc. 19)
- Julia Kołakowska-Bytner – Claire (odc. 15)
- Tomasz Jarosz –
  - Szef wampirów (odc. 15),
  - Wilkołak #1 (odc. 19)
- Milena Suszyńska – Fafnira (odc. 17, 20, 24-26)
- Mieczysław Morański – 
  - Remus (odc. 18),
  - Profesor Flusz (odc. 24)
- Mirosław Wieprzewski – Tris (odc. 18)
- Andrzej Chudy – 
  - jeden z elfów (odc. 18),
  - medyk z Innoświata (odc. 24),
  - ojciec Vlada (odc. 26)
- Aleksander Mikołajczak – jeden z wilkołaków (odc. 20)
- Klaudiusz Kaufmann – 
  - Jordan Christoph (odc. 20, 26),
  - dziennikarz telewizyjny (odc. 23)
- Krzysztof Szczerbiński – 
  - David Merlin (odc. 21),
  - Vlad (odc. 26)
- Kinga Tabor – 
  - Claudia (odc. 21),
  - smoczyca Mel (odc. 23)
- Marcin Mroziński – Amrod (odc. 22)
- Agnieszka Fajlhauer – Vina (odc. 22)
- Katarzyna Tatarak – Syrena (odc. 24)
- Brygida Turowska-Szymczak – harpia Scarella (odc. 25)
- Bożena Furczyk

i inni
Lektor: Paweł Bukrewicz

## Spis odcinków
| Premiera odcinka | N/o | Polski tytuł             | Francuski tytuł            |
| ---------------- | --- | ------------------------ | -------------------------- |
|                  |     |                          |                            |
| SERIA PIERWSZA   |     |                          |                            |
|                  |     |                          |                            |
| 09.02.2011       | 01  | Milcząca syrena          | La Sirène Muette           |
|                  |     |                          |                            |
| 16.02.2011       | 02  | Najlepsi przyjaciele     | Mes Meilleurs Amis         |
|                  |     |                          |                            |
| 23.02.2011       | 03  | Ukryte berło             | Le Sceptre Caché           |
|                  |     |                          |                            |
| 08.03.2011       | 04  | Gorączka złota           | La Soif de l’or            |
|                  |     |                          |                            |
| 08.03.2011       | 05  | Bezrogi jednorożec       | La Licorne Décornée        |
|                  |     |                          |                            |
| 16.03.2011       | 06  | Bractwo kłów             | Frère de Crocs             |
|                  |     |                          |                            |
| 23.03.2011       | 07  | Pokaz mody               | Haute Couture              |
|                  |     |                          |                            |
| 30.03.2011       | 08  | Honor mistrza Szema      | L’honneur de Maître Chem   |
|                  |     |                          |                            |
| 06.04.2011       | 09  | Zwierciadło młodości     | Le Miroir de Jouvence      |
|                  |     |                          |                            |
| 13.04.2011       | 10  | Odczarowana              | Ma Sortcelière mal Aimée   |
|                  |     |                          |                            |
| 20.04.2011       | 11  | Syrena mimo woli         | Sirène Malgré Elle         |
|                  |     |                          |                            |
| 27.04.2011       | 12  | Elf Robin                | Robin des Elfes            |
|                  |     |                          |                            |
| 04.05.2011       | 13  | Naszyjnik z rubinów      | Le Collier de Rubis        |
|                  |     |                          |                            |
| 11.05.2011       | 14  | Cyrano z Innoświata      | Cyrano D’autremonde        |
|                  |     |                          |                            |
| 18.05.2011       | 15  | Spojrzenie Claire        | Le Regard de Claire        |
|                  |     |                          |                            |
| 25.05.2011       | 16  | Letnie praktyki          | Stage d’été                |
|                  |     |                          |                            |
| 01.06.2011       | 17  | Cztery pergaminy         | Les 4 Parchemins           |
|                  |     |                          |                            |
| 08.06.2011       | 18  | Serce z kryształu        | Cœur de Pierre             |
|                  |     |                          |                            |
| 15.06.2011       | 19  | Szturm na dwór           | Assaut sur le manoir       |
|                  |     |                          |                            |
| 22.06.2011       | 20  | Puchar nietykalności     | La Coupe d’invulnérabilité |
|                  |     |                          |                            |
| 29.06.2011       | 21  | Czary na niby            | Comme par Magie            |
|                  |     |                          |                            |
| 06.07.2011       | 22  | Strażniczka mojego serca | La Guetteuse de mon cœur   |
|                  |     |                          |                            |
| 13.07.2011       | 23  | Złoto i smoczyca         | L'or et la dragonne        |
|                  |     |                          |                            |
| 20.07.2011       | 24  | Krosty i wypryski        | Pustules et boutons        |
|                  |     |                          |                            |
| 27.07.2011       | 25  | Znajoma melodia          | Un air familier            |
|                  |     |                          |                            |
| 03.08.2011       | 26  | Kłopotliwy wampirek      | Le vilain petit vampire    |
|                  |     |                          |                            |